# الحسين بن منصور الحلاج
أبُو المُغيث الحُسَين بن منصُور الحلَّاجُ البيضاويُّ (244 - 6 ذو القُعدة 309 هـ / 858 - 26 مارس 922 م) المعروف اختصارًا باسم الحلَّاج، هو صوفي، وشاعر، ومُدرس للتصُّوف في العصر العبَّاسي، اشتهر بقوله "أنا الحق"، والذي رأى فيه كثيرون أنه ادَّعى الألوهيَّة، بينما فسَّرهُ آخرون على أنه مثال للفِناء، فقد اشتهر بفلسفته الرُّوحيَّة والغريبة لمُجتمعه، طاف الحلَّاج العديد من البلدان والمُدن لنشر طريقته وفلسفته، فاكتسب شُهرةً واسعة كواعظ ومُرشد، وزاد عدد أتباعه وخاصةً في العاصمة العبَّاسيَّة بغداد، والبَصْرة وخُراسان، قبل أن يتورَّط في صراعات السُّلطة في البلاط العبَّاسي، حيث حُوكم بتهمة الزَّندقة، وأُعدم في زمن الخليفة العباسي جعفر المقتدر بالله في يوم 24 ذي القعدة سنة 309هـ، الموافق 26 آذار/مارس سنة 922م.
انقسم المؤرخون في شأن الحلَّاج سواءً في زمنه أو في القُرون التالية، ما بين مُعظمٍ لشأنه ومُعتقدٍ بأن لديه الحق فيما قاله، وبين من يرى أنه خرج عن ملّة الإسلام بأفكاره وطروحاته.

## حياته
الحسين بن منصور بن محمى الملقب بالحلاج يعتبر واحداً من الشخصيات الأكثر إثارة للجدل في التاريخ الإسلامي، تختلف الأقوال في تفسير تسمية الحسين بن منصور بالحلاج. تذكر بعض الآراء أنه عُرف بذلك الاسم نسبةً إلى أبيه الذي كان حلاجاً للقطن. وتذكر آراء أخرى أنه سُمي بهذا الاسم لأنه كان يعرف ببعض الحوادث قبل أن تقع، ولذلك اشتهر باسم "حلاج الأسرار". وهو من أهل البيضاء وهناك خلاف حولها هل هي البلدة التي ببفارس[ ؟ ]، أم البلدة التي في جنوب العراق وهو ما رجحته الدراسات الأكاديمية، نشأ في مدينة واسط التي تبعد ب180 كيلومترا جنوب بغداد في العراق، وصحب أبا القاسم الجنيد وغيره يقول الدكتور علي ثويني في الأصل العراقي للحلاج: وبالرغم من اقتران اسم الحلاج ببغداد فإنه لم يولد فيها وإنما ولد في أطراف واسط القريبة من جنوبها عام 858م في منطقة (البيضاء) التي يقال لها (الطور) وربما يكون ذلك الموضع يقع في تخوم (أهوار) العراق التي تدعى (البيضاء) حتى يومنا هذا، ويؤكد مسقط رأسه هذا المؤرخ (الاصطخري) الذي عاصره وذكر ذلك ابن الجوزي في (المنتظم) حيث ذكر(الحسين بن منصور المعروف بالحلاج من أهل البيضاء)، وهكذا فإنه عراقي المولد والمنشأ بالرغم من ادعاء البعض بفارسيته والتي لا يؤيدها منهج البحث التاريخي .ثم انتقل إلى البصرة قبل وروده بغداد وهو في الثامنة عشر من عمره.
لم ترض فلسفته التي عبّر عنها بالممارسة الفقيه محمد بن داود قاضي بغداد، فقد رآها متعارضة مع تعاليم الإسلام بحسب رؤيته لها، فرفع أمر الحلاج إلى القضاء طالباً محاكمته أمام الناس والفقهاء فلقي مصرعه مصلوباُ بباب خراسان المطل على دجلة على يدي الوزير حامد بن العباس، تنفيذاً لأمر الخليفة المقتدر في القرن الرابع الهجري.
نشأ الحسين الحلاج في واسط ثم دخل بغداد وتردّد إلى مكة واعتكف بالحرم فترة طويلة، وأظهر للناس تجلدًا وتصبرًا على مكاره النفوس، من الجوع والتعرض للشمس والبرد على عادة متصوفة الزرادشتيين، وكان قد دخلها وتعلم، وكان الحلاج في ابتداء أمره فيهِ تعبد وتأله وتصوف.
كان الحلاج متلونًا لا يثبت على حال، تارة بزي الفقراء والزهاد وتارة بزي الأغنياء والوزراء وتارة بزي الأجناد والعمال، وقد طاف البلدان ودخل المدن الكبيرة وانتقل من مكان لآخر داعياً إلى طريقته الصوفية، فكان لهُ أتباع في الهند وفي خراسان[ ؟ ]، وفي بغداد وفي البصرة.

## فكره
التصوف عند الحلاج جهاد في سبيل إحقاق الحق، وليس مسلكاً فردياً بين المتصوف والخالق فقط. لقد طور الحلاج النظرة العامة إلى التصوف، فجعله جهاداً ضد الظلم والطغيان في النفس والمجتمع ونظراً لما لتلك الدعوة من تأثير على السلطة السياسية الحاكمة في حينه.
عن إبراهيم بن عمران النيلي أنه قال:

## محاكمته
روى إسماعيل بن علي الخطبي في "تاريخه" قال : وظهر أمر رجل يعرف بالحلاج يقال له: الحسين بن منصور، وكان في حبس السلطان بسعاية وقعت بهِ، وذلك في وزارة علي بن عيسى الأولى وذكر عنه ضروب من الزندقة ووضع الحيل على تضليل الناس من جهات تشبه الشعوذة وسحر وادعاء النبوة، فكشفه علي بن عيسى عند قبضه عليه وانتهى خبره إلى السلطان - يعني الخليفة العباسي المقتدر بالله - فلم يقر بما رمي به من ذلك فعاقبه وصلبه حياً أياماً متوالية في رحبة الجسر في كل يوم غدوة وينادى عليه بما ذكر عنه ثم ينزل به ثم يحبس. فأقام في الحبس سنين كثيرة ينقل من حبس إلى حبس حتى سجن في النهاية بدار السلطان، فاستغوى جماعة من غلمان السلطان وموه عليهم واستمالهم بضروب من حيلهِ حتى صاروا يحمونه ويدفعون عنه ويرفهونه، ثم راسل جماعة من الكتاب وغيرهم ببغداد وغيرها فاستجابوا لهُ، وتراقى به الأمر حتى ذكر أنه ادعى الربوبية وسعي بجماعة من أصحابه إلى السلطان فقبض عليهم ووجد عند بعضهم كتبا تدل على تصديق ما ذكر عنهُ، وأقر بعضهم بلسانهِ بذلك وانتشر خبره وتكلم الناس في قتلهِ، فأمر أمير المؤمنين بتسليمه إلى حامد بن العباس وأمر أن يكشفه بحضرة القضاة والعلماء ويجمع بينه وبين أصحابه فجرى في ذلك خطوب طوال؛ ثم استيقن السلطان أمره ووقف على ما ذكر له عنه، فأمر بقتله وإحراقه بالنار، فأحضر مجلس الشرطة بالجانب الغربي يوم الثلاثاء لسبع بقين من ذي القعدة سنة تسع وثلاثمائة فضرب بالسياط نحوا من ألف سوط وقطعت يداه ورجلاه وضربت عنقه وأحرقت جثته بالنار ونصب رأسه للناس على سور الجسر الجديد وعلقت يداه ورجلاه إلى جانب رأسه، ويذكر مصطفى جواد أنه بعد حرق جثته تم دفن ما تبقى منها في القبر المعروف في بغداد. .
ويروى القاضي التنوخي، أن أمّ الخليفة المقتدر بالله السيدة شَغَب مَرضتْ، فَعَجَز أطباء بغداد عن معرفة مرضها وعن علاجها وكانت حالتها الصحية تزداد سوءً كلّ يوم. فقِيلَ لأمّ المقتدر بعد أَنْ عجز الأطباء عن علاجها هاهنا صوفي درويش من الصالحين إسمه الحلّاج لِمَ لا ندعوه عسى أَنْ يكون على يده شفاؤك؟. وهكذا استدعوا الحلّاج للقصر. دعا لها الحلّاج أو كتب لها حرزاً، فشُفيت السيدة شغب أم المقتدر. فَتَمَسّكت ب الحلّاج وخصّصَت له جناحاً في القصر، رفض الحلّاج للبقاء في قصر الخليفة إِلَّا أنه مُنِعَ تقريباً من مغادرة القصر. هنا ثارَ الخوف والحسد من رجال البلاط العباسي وفِي مقدّمتهم رئيس الوزراء حامد بن العباس. حيثُ كانت السيدة شغب أم المقتدر هي التي تُنَصّب وتعزل رئيس الوزراء والوزراء وقادة الدولة. وصارت شغب كالخاتم بيد الحلّاج، أي من الممكن أَنْ يقوم الحلّاج بعزل الوزراء. إجتمع رئيس الوزراء بفقهاء بغداد السنّة وَحَرّضَهم ضدّ الحلّاج وطَلَبَ منهم تكفيره ولذلك جَمَعَهم مع الحلّاج ليُناقشوه وبعد ذلك يُصدروا الحكم بكفره. كان الحلّاج فقيهاً سُنيّاً على مذهب الإمام مالك في وقتها، وفِي مجلس المناقشة آفتى فقهاء الحنابلة والشافعية بكفره، أمّا فقيه المالكيّة فقد تردّد قليلا وبعد أَنْ نهره رئيس الوزراء، قال للحلّاج "يا مَهدور الدم!" وبذلك آعْتُبر الحلَاج كافر. وهنا ذهب حامد بن العبّاس لآستصدار أَمَرَ قَتْل الحلّاج من الخليفة المقتدر فآمتَنَع المقتدر من ذلك رعاية لموقف والدته من الحلّاج. ولكن رئيس الوزراء حذّرَ الخليفة من هياج الجماهير الذين يتّبعون الفقهاء وأنّه من الواجب إصدار حكم قتل الحلّاج خوفا من ثورة الناس، وهكذا أصدر المقتدر العبّاسي أَمَرَ قَتْل الحلّاج.

### إعدامه
يذكر المؤرخون أنه قد أُعدم في زمن الخليفة العباسي المقتدر بالله في الرابع والعشرين من ذي القعدة سنة 309هـ، الموافق للسادس والعشرين من آذار/مارس سنة 922م. يتحدث ابن جرير الطبري في كتابه "تاريخ الرسل والملوك" عن التجربة القاسية التي مر بها الحلاج قُبيل وفاته، فيقول: "صُلب هو وصاحبه ثلاثة أيام كل يوم من ذلك من أوله إلى انتصافه، ثم ينزل بهما فيؤمر بهما إلى الحبس... وأخرج من الحبس فقطعت يداه ورجلاه ثم ضربت عنقه ثم أُحرق بالنار".

## وجهات النظر حوله

### وجهة نظر أهل السنة والجماعة
اتهمه مؤرخو أهل السنة بأنه كان مخدومًا من الجن والشياطين ولهُ حيل مشهورة في خداع الناس ذكرها ابن الجوزي وغيره، وكانوا يرون أن الحلاج يتلون مع كل طائفة حتى يستميل قلوبهم، وهو مع كل قوم على مذهبهم. واهتم أهل السنة والجماعة كذلك بنقد الأشعار الغامضة التي أنشدها الحلاج وذاعت بين الناس.
وأورد الخطيب البغدادي في كتابه "تاريخ بغداد" بعض الروايات التي تذكر أن الحلاج قد سافر إلى الهند لتعلم أساليب السحر والخداع، وأنه لمّا رجع للعراق تمكن من استمالة الناس إليه بالأكاذيب والخرافات. ومن ذلك أنه كان يتفق مع بعض أتباعه فيدعون العمى والمرض، ثم يقوم بشفائهم أمام العامة، فيعتقد الناس حينها أنه ولي مبارك صاحب كرامات.
وذكر ابن الأثير في كتابه "الكامل في التاريخ" أن الحلاج كان يمارس بعض الحيل التي أنطلت على العامة والبسطاء، ومنها أنه كان "يخرج للناس فاكهة الشتاء في الصيف وفاكهة الصيف في الشتاء، ويمد يده إلى الهواء فيعيدها مملوءة دراهم... ويخبر الناس بما أكلوه وما صنعوا في بيوتهم ويتكلم بما في ضمائرهم".
اتُّهم الحلاج من قِبل الكثير من علماء أهل السنة بأنه كان يدعو إلى الحلول والاتحاد، بمعنى أن الله يحل في الإنسان، أو أن الله يتحد بالإنسان في وحدة واحدة. يقول ابن تيمية في مجموع الفتاوى شارحاً هذه التهمة: "وَبِالْجُمْلَةِ فَلَا خِلَافَ بَيْنِ الْأُمَّةِ أَنَّ مَنْ قَالَ بِحُلُولِ اللَّهِ فِي الْبَشَرِ وَاتِّحَادِهِ بِهِ وَأَنَّ الْبَشَرَ يَكُونُ إلَهًا وَهَذَا مِنْ الْآلِهَةِ: فَهُوَ كَافِرٌ مُبَاحُ الدَّمِ وَعَلَى هَذَا قُتِلَ الْحَلَّاجُ". وفي السياق نفسه قال شمس الدين الذهبي في كتابه سيّر أعلام النبلاء "كان الحلاج قد ادعى أنه إله، وأنه يقول بحلول اللاهوت في الناسوت".
وقال ابن تيمية: (مَنِ اعْتَقَدَ مَا يَعْتَقِدُهُ الْحَلاجُ مِنَ الْمَقَالاتِ الَّتِي قُتِلَ الْحَلاجُ عَلَيْهَا فَهُوَ كَافِرٌ مُرْتَدٌّ بِاتِّفَاقِ الْمُسْلِمِينَ ; فَإِنَّ الْمُسْلِمِينَ إنَّمَا قَتَلُوهُ عَلَى الْحُلُولِ وَالاتِّحَادِ وَنَحْوِ ذَلِكَ مِنْ مَقَالاتِ أَهْلِ الزَّنْدَقَةِ وَالإِلْحَادِ كَقَوْلِهِ: أنا الله. وَقَوْلِهِ : إلَهٌ فِي السَّمَاءِ وَإِلَهٌ فِي الأَرْضِ...وَالْحَلاجُ كَانَتْ لَهُ مخاريق وَأَنْوَاعٌ مِنَ السِّحْرِ وَلَهُ كُتُبٌ مَنْسُوبَةٌ إلَيْهِ فِي السِّحْرِ. وَبِالْجُمْلَةِ فَلا خِلافَ بَيْنِ الأُمَّةِ أَنَّ مَنْ قَالَ بِحُلُولِ اللَّهِ فِي الْبَشَرِ وَاتِّحَادِهِ بِهِ وَأَنَّ الْبَشَرَ يَكُونُ إلَهًا وَهَذَا مِنَ الآلِهَةِ: فَهُوَ كَافِرٌ مُبَاحُ الدَّمِ، وَعَلَى هَذَا قُتِلَ الْحَلاجُ)اهـ.
قال ابن كثير: لم يزل الناس منذ قتل الحلاج مختلفين في أمره. فأما الفقهاء فحكي عن غير واحد من الأئمة إجماعهم على قتله وأنه كان كافرا ممخرقا مموها مشعبذا، وكذلك قول أكثر الصوفية منهم. ومنهم طائفة كما تقدم أجملوا القول فيه وغرهم ظاهره ولم يطلعوا على باطنه، وقد كان في ابتداء أمره فيه تعبد وتأله وسلوك، ولكن لم يكن له علم يسلك به في عبادته، فدخل عليه الداخل بسبب ذلك، كما قال بعض السلف : من عبد الله بغير علم كان ما يفسده أكثر مما يصلحه. وعن سفيان بن عيينة أنه قال : من فسد من علمائنا كان فيه شبه من اليهود ومن فسد من عبادنا كان فيه شبه من النصارى. ولهذا دخل على الحلاج باب الحلول والاتحاد فصار من أهل الانحلال والإلحاد. 
وحكى ابن كثير أنه قد اتفق علماء بغداد على كفر الحلاج وزندقته وأجمعوا على قتله وصلبه. 
قال أبو بكر الصولي قد رأيت الحلاج وخاطبته فرأيته جاهلا يتعاقل وغبيا يتبالغ وفاجرا يتعبد.
بشكل عام، وجه فقهاء أهل السنة والجماعة مجموعة من الاتهامات إلى الحلاج. كانت أبرز تلك الاتهامات هي ادعاء الألوهية، وادعاء النبوة، وممارسة السحر والكهانة، والقول بالحلول والاتحاد. ومن ثم وقف أغلب هؤلاء الفقهاء مع الحكم بتعذيب الحلاج وإعدامه، ولم يشذ عنهم إلا القليلون، ومن أشهرهم الفقيه الحنبلي أبي الوفاء بن عقيل (المتوفى 513هـ).

### وجهة نظر الشيعة
تتفق وجهة النظر عند الشيعة مع وجهة النظر السنية في رمي "الحسين بن منصور الحلاج" بتهم الكذب والسحر والبدعة والمروق عن الدين. رغم ذلك تضيف وجهة النظر الشيعية بعداً جديداً لشخصية الحلاج عندما تذكر أنه كان واحداً من الأدعياء الكذبةَ للبابية، حسب ماذكره الشيخ الطوسي في كتاب الغيبة.
تذكر المصادر الشيعية أن الكثير من الأشخاص ادعوا أنهم سفراء/أبواب للإمام المهدي الغائب في الفترة من 260- 329هـ. كان الحسين بن منصور الحلاج واحداً من هؤلاء الأدعياء بحسب المصادر الشيعية. يقول باقر شريف القرشي مقرراً ذلك الاعتقاد في كتابه "حياة الإمام المهدي" أن الحلاج كان "كذاب مضل، منحرف عن الحق، ادعى النيابة عن الإمام المنتظر عليه السلام وأخذ يراسل أعيان الشيعة بذلك".
يذكر محسن الأمين في كتابه "أعيان الشيعة" أن الحلاج حاول أن يجتذب إليه كبار رجال الشيعة في زمنه، وأنه قد راسل أحدهم وهو أبو سهل النوبختي، وطلب منه أنه يؤمن بكونه -أي الحلاج- باباً للإمام. رفض النوبختي التصديق بكلام الحلاج وقتها، وعمل على إثبات كذبه، وطلب منه أن يعيد إليه سواد شعره ليتأكد من صدق دعواه. فلمّا سمع الحلاج هذا الرأي انصرف عن النوبختي بعدما تأكد من فشله في اجتذابه إلى دعوته.
في السياق نفسه، يذكر محمد بن الحسن الطوسي في كتابه "الغيبة" أن دعوة الحلاج باءت بالفشل في إيران. يذكر الطوسي أن الحلاج سافر إلى مدينة قُم وحاول أن يدعو لنفسه بين أهلها باعتباره نائباً للمهدي المنتظر. ولكن علي بن بابويه القمي -المعروف بالصدوق الأول- تصدى له وأهانه وطرده من المدينة.
ويذكر الطبرسي في كتابه "الاحتجاج" أن الحلاج كان من ضمن الرجال الذين خرج التوقيع الشريف -الرسائل التي كان المهدي يبعثها مع سفرائه إلى شيعته- بلعنهم والبراءة منهم على يد السفير الثالث الحسين بن روح النوبختي.
من هنا، رفض الشيعة أفكار الحلاج وعدّوها نوعاً من أنواع الضلال والكفر والزندقة. يقول محمد بن علي بن بابويه القمي -المعروف بالشيخ الصدوق- في كتابه الاعتقادات في دين الإمامية إن: أتباع الحلاج المعروفون باسم الحلاجية "يتركون الصلاة وجميع الفرائض".
كما ذكر الشيخ المفيد في كتابه "تصحيح اعتقادات الإمامية" أن "الحلاجية ضرب من أصحاب التصوف، وهم أصحاب الإباحة والقول بالحلول... قوم ملحدة وزنادقة يموهون بمظاهرة كل فرقة بدينهم، ويدعون للحلاج الأباطيل، ويجرون في ذلك مجرى المجوس في دعواهم لزرادشت المعجزات، ومجرى النصارى في دعواهم لرهبانهم الآيات والبينات، والمجوس والنصارى أقرب إلى العمل بالعبادات منهم، وهم أبعد من الشرائع والعمل بها من النصارى والمجوس".

### وجهة نظر الصوفية
على النقيض من الطابع السلبي الذي اتصفت به شخصية الحلاج في الرأيين السني والشيعي، قُدم الحسين بن منصور الحلاج في الذاكرة الصوفية باعتباره واحداً من أعظم الزهّاد الذين عرفتهم الحضارة الإسلامية على مر القرون. استند ذلك الرأي إلى مجموعة من الحقائق التاريخية، ومنها أن الحلاج تتلمذ -في الفترة المبكرة من حياته- على يد مجموعة من كبار الصوفية في العراق، ومنهم كلّ من الجُنيد بن محمد، وأبي الحسين النوري، وعمرو بن عثمان المكي. يذكر الخطيب البغدادي عن أحمد بن الحسين بن منصور الحلاج أن أباه لم يكتف بممارسة التصوف والزهد في العراق فحسب، بل إنه عمل كذلك على نشر الإسلام في بلاد خراسان وآسيا الوسطى.
ينقل أحمد على لسان أبيه قوله: "إني قد وقع لِي أن أدخل إِلَى بلاد الشرك وأدعو الخلق إلى الله عز وجل". بحسب تلك الرواية فقد نجح الحلاج في مسعاه نجاحاً عظيماً. وسرعان ما انتشر أتباعه الذين أسلموا على يديه في كلّ من خراسان، وبلاد ما وراء النهر، وتركستان، والهند.
كبار الصوفية وقفوا في صف الحلاج، وبرؤوه من تهم الشرك والكفر والبدعة التي نسبها إليه فقهاء السنة والشيعة. على سبيل المثال دافع أبو حامد الغزالي في كتابه "مشكاة الأنوار" عن الحلاج، وعمل على تفسير العبارات الغامضة الواردة في أشعاره، فقال: "العارفون - بعد العروج إلى سماء الحقيقة - اتفقوا على أنهم لم يروا في الوجود إلا الواحد الحق. لكن منهم من كان له هذه الحال عرفاناً علمياً، ومنهم من صار له ذلك حالاً ذوقياً. وانتفت عنهم الكثرة بالكلية واستغرقوا بالفردانية المحضة واستوفيت فيها عقولهم فصاروا كالمبهوتين فيه ولم يبق فيهم متسع لا لذكر غير الله ولا لذكر أنفسهم أيضاً. فلم يكن عندهم إلا الله، فسكروا سكرا دفع دونه سلطان عقولهم، فقال أحدهم 'أنا الحق' وقال الآخر 'سبحاني ما أعظم شأني!'، وقال آخر 'ما في الجبة إلا الله'. وكلام العشاق في حال السكر يطوى ولا يحكى. فلما خف عنهم سكرهم وردوا إلى سلطان العقل الذي هو ميزان الله في أرضه، عرفوا أن ذلك لم يكن حقيقة الاتحاد بل شبه الاتحاد مثل قول العاشق في حال فرط عشقه 'أنا من أهوى ومن أهوى أنا'".
في السياق نفسه يروي ابن عطاء الله السكندري في كتابه "لطائف المنن" عن أستاذه أبي العباس المرسي أنه دافع عن الحلاج. وقال: "لم يثبت عنه -أي الحلاج- ما يوجب القتل، وما نُقل عنه يصحّ تأويله نحو قوله: 'على دين الصّليب يكون موتي'، ومراده أنه يموت على دين نفسه فإنه هو الصّليب، وكأنه قال: أموت على دين الإسلام، وأشار إلى أنه يموت مصلوباً".
وعرض محمد حجازي الجيزي في كتابه "مفاتيح الغيوب وتعمير القلوب" الرأي الذي اتفقت عليه الأغلبية الغالبة من الصوفية في أمر الحلاج، فقال: "اعلم أن الحلَّاج عند محققي العلماء، مجمعٌ على ولايته، ومعرفته بربه عزَّ وجلَّ، ما يُنسب إليه من غير هذا كذبٌ وبهتانٌ عليه، فيجب اعتقاد ولايته وصدقه، وأنه ركنٌ من أركان طريق الحق سبحانه، وإمامٌ من أئمة المسلمين، ولكنه كان له أعداء أغراهم إبليس به، فآذوه وافتروا عليه، ولا تلتفت إلى هذه المخالفات المزورة عليه، وقد وصفه بالولاية، والجمع بين العلم والعمل غير واحدٍ من أكابر الأئمة".

### وجهة نظر المستشرقين
أكد الكثير من المستشرقين على أهمية أفكار الحلاج في إثراء النزعة الروحية في الإسلام. ينقل طه عبد الباقي سرور في كتابه "الحسين بن منصور الحلاج: شهيد التصوف الإسلامي" أقوال بعض من هؤلاء المستشرقين. فيذكر قول المستشرق المجري إغناس غولدتسيهر: "لقد أثَّرت صيحة الحلَّاج الصوفية -معرفة الله- تأثيراً عميق الأثر، في الحياة العلمية الإسلامية". كما ينقل قول المستشرق الفرنسي لويس ماسينيون: "كان الحلَّاج يحرك الجماهير، وينادي بالإصلاح، ويبشر بفكرة الحكومة المثالية التي تقيم الشريعة على نغمات المحبة والعبادة الخالصة لله".

## الحلاج في الأدب العربي المعاصر
قناع الحلاج يوظّف بشكل واسع في الشعر العربي المعاصر منذ ستينيات القرن العشرين، مثلا، في أعمال عبد الوهاب البياتي وصلاح عبد الصبور وأدونيس. ومحمد لطفي جمعة ونجيب سرور.
غنى من أشعاره الفنان الكبير العربي كاظم الساهر وبشار زرقان وظافر يوسف

## مرقده في بغداد
بني مرقد لهُ في بغداد، وتبلغ مساحته 150 متر مربع، وجدد بناء مرقد الشيخ منصور الحلاج الواقع في جانب الكرخ من بغداد وتم تجديده عام 2005م، من قبل ديوان الوقف السني في العراق.